# 宗次德二
宗次 德二（むねつぐ とくじ、1948年10月14日 - ）は、日本の実業家。株式会社壱番屋（カレーハウスCoCo壱番屋）の創業者で元会長。現・特別顧問。NPO法人イエロー・エンジェル理事長。宗次ホールオーナー。
妻は壱番屋相談役の宗次直美（なおみ、1950年4月18日 - ）、長男はプロゴルファーの宗次弘章（ひろあき、1980年3月11日 - ）。

## 略歴
両親は不明。戸籍上は1948年（昭和23年）石川県生まれとされる。生後まもなく兵庫県尼崎市の孤児院に預けられ、3歳のときに雑貨商・宗次福松、清子夫婦の養子となる。養父が競輪やパチンコなどのギャンブル好きで生活が不安定だったことから、養父に愛想を尽かした養母は失踪。8歳のときに居場所が判明した養母を頼り、養母が住む名古屋市の四畳半のアパートに家族3人で住むが、すぐに養母は家を出た。養父と2人で、電気や水道を引くこともできず、ろうそくで明かりを得、雑草を抜いて食べるほど困窮した生活を送る。15歳まで生活保護を受けて生活し、岡山県玉野市など各地の廃屋を転々として、パチンコ店で零れ玉（こぼれだま）やシケモク（煙草の吸殻）を集めるなどして生計を助けていた。吸殻を拾わなかったり、掃除を怠ったりすると、養父から全裸にされ箒で殴られるなどの虐待を受けた。
15歳のときに養父が胃癌のため死去し、養母と同居するようになる。朝5時半の始発電車に乗り、登校前に同級生の父が経営する豆腐屋でアルバイトしながら学費、生活費などを稼ぎ、1967年（昭和42年）3月に愛知県立小牧高等学校商業科を卒業。
翌4月に新聞広告を出していた不動産業の八洲開発に応募し、入社する。1970年（昭和45年）2月に大和ハウス工業名古屋支店に転職後、同僚の直美（のちに株式会社壱番屋社長・会長・相談役、NPO法人イエロー・エンジェル理事を歴任、世界優秀女性起業家賞受賞）と結婚。結婚2年後に独立し、1973年（昭和48年）に自宅1階に不動産仲介会社の岩倉沿線土地を開業した。
不動産業の収入が不安定だったことから、妻と相談し、1974年（昭和49年）にCoCo壱番屋の前身となる喫茶店『バッカス』を名古屋市西区内に開業した。オープン初日に手伝いに入った際、開店10分もしないうちに人が集まり、不動産とは違う世界に面白みを感じ、喫茶店が天職であると感銘を受け、不動産業からの撤退を決意。のち岩倉沿線土地を廃業。
1975年（昭和50年）2号店となる珈琲専門店「浮野亭」を開業。妻・直美が作ったカレーが人気を呼び、カレー専門店への転身を決断。1978年（昭和53年）に『カレーハウスCoCo壱番屋』を創業、愛知県西春日井郡西枇杷島町（現・清須市）に1号店を出店する。10ヶ月後に2店の喫茶店を処分。自転車操業が続いたが、新店舗開業などのため尾西信用金庫から借り入れた100万円のうち、20万円は社会福祉協議会や町役場に匿名で寄付した。
1982年（昭和57年）には既に売上が3億円を超えており、法人組織の株式会社壱番屋を設立し代表取締役社長に就任、1998年（平成10年）には500店出店を機に妻・直美と社長を交代し、自身は代表取締役会長となった（社長・会長職の後任は、それぞれ妻直美が務めた）。2002年（平成14年）には後継者が育ったことを理由に代表権のない創業者特別顧問に退き、19歳のときにアルバイトとして入社した浜島俊哉副社長を社長に就かせた。妻は代表権のない会長に就任。自身は役員からも退任し、経営から引退した。
社交的な妻とは対照的に、引退するまで友人を1人も作らず、3、4時間の睡眠時間で、仕事に専念したという。毎朝4時45分に出社し、1000通以上の「お客様アンケート」を読み、店舗の掃除を行なうのが日課で、休みは年間15日ほどだったが、引退後は経営に一切口出しせず後継者に任せている。
経営の一線を退いてからは、2003年（平成15年）に音楽やスポーツの振興、福祉施設やホームレスへの支援などのためNPO法人イエロー・エンジェルを設立し理事長に就任。
高校1年の時に、NHK教育テレビジョン『N響アワー』でメンデルスゾーンのヴァイオリン協奏曲を聞いて以来、クラシック音楽好きであり、 2007年（平成19年）にはクラシック音楽の普及を目的として、28億円の私財を擲って宗次ホールを建設、2012年（平成24年）1月に名古屋市芸術奨励賞を受賞した。宗次エンジェルヴァイオリンコンクール上位入賞者や、五嶋龍や葉加瀬太郎へのストラディバリウスの貸与、宮本笑里へのドメニコ・モンタニャーナの貸与なども行う。経済的理由で進学できない音楽家志望の児童の支援や、小中学校への吹奏楽器寄付も行っている。
毎朝4時に起き、ホール周辺を掃除し、花を植え、昼はスタッフ15人分のまかないを作り、公演前には入場口で客を出迎え、一緒にクラシック音楽を堪能するのが日課である。
2012年（平成24年）4月には経営コンサルティングや講演会等を行う株式会社ライトアップを設立し、代表取締役に就任。
2015年10月、ハウス食品グループ本社が12月1日までに壱番屋の51%の株式を保有し、壱番屋を子会社化することを発表。壱番屋の株券を23.17%保有している宗次夫妻は、保有する株すべてをハウス食品に売り渡す見込みで、譲渡益は約220億円といわれる。

## 出演

### テレビ
- 日経スペシャル カンブリア宮殿 "商売"は、夫婦に勝るものはない（2010年4月5日、テレビ東京）- 壱番屋創業者特別顧問として、壱番屋会長 宗次直美とともに出演[5]。

### ラジオ
- ゆきねえの名古屋なごやか喫茶（2010年6月7日、NHKラジオ第1）
- 澤和樹のしっくりクラシック（2010年10月30日、和歌山放送）
- ラジオ深夜便『明日へのことば カレーハウスから始まった音楽の夢』（2013年7月6日・7日、NHKラジオ第1・FM）

### Youtube
- 【答えは現場にあり】宗次徳二さん特別講演会【宗次徳二×ワクセル】（2025年1月2日、ワクセル(主催:嶋村吉洋)公式チャンネル）[6][7]
- 【毎日3時起き】ココイチ創業者の1日に朝から晩まで密着してきた | COCO壱番屋 宗次徳二さん（2025年7月2日、「M&A CAMP」チャンネル）[8]

## 栄典
- 紺綬褒章（2020年5月）[9]

## 書籍

### 著書
- 『成功するカレーハウス 驚異の社長製造法 自己資金0でも3年で社長になれる！』（1993年7月15日、旭屋出版）ISBN 9784751100424
- 『繁盛させたければお客様の声を聞け！ カレーハウスCoCo壱番屋 成功の秘訣』（1995年12月25日、旭屋出版）ISBN 9784751100561
- 『日本一の変人経営者 CoCo壱番屋を全国チェーン店に育てた男の逆境力』（2009年11月13日、ダイヤモンド社）ISBN 9784478009857
- 『CoCo壱番屋 答えはすべてお客様の声にあり』（2010年10月2日、日本経済新聞出版社）ISBN 9784532195625
- 『夢を持つな！目標を持て！ 日本一のカレーチェーン創業者が放つ独断と偏見語録55』（2010年10月26日、商業界）ISBN 9784785503765
- 『賢人の習慣術 小さな変化で差はつく！一日24時間を最高効率で過ごせ！』（著者:宗次徳二 築山節 髙田明 和田裕美 小池龍之介）（2012年6月27日、幻冬舎）ISBN 9784344902503
- 『私の経営学(4)』（著者:島正博 宗次德二 大橋洋治 牛久保雅美 吉田忠裕）（2015年9月1日、商工中金経済研究所）ISBN 9784904735244
- 『“ココ一番"の真心を』（2020年2月27日、中部経済新聞社）ISBN 9784885202254
- 『独断 宗次流商いの基本』（2020年10月16日、プレジデント社）ISBN 9784833423847

## CD
- CoCo壱番屋創業者が自分の直感を貫き続けた理由